# Ron Carter

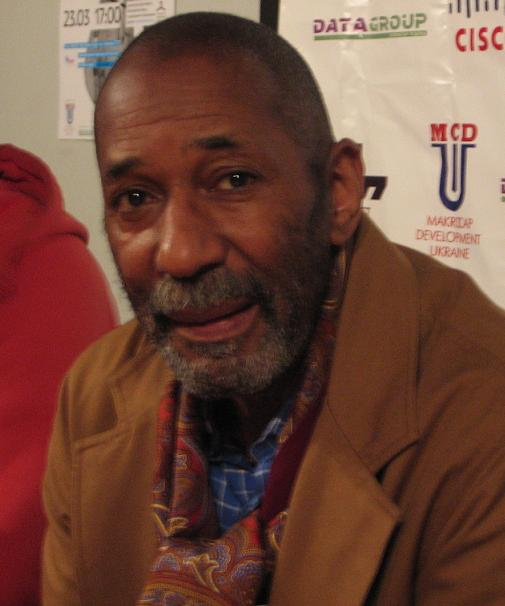
Ron Carter

Ron Carter (Ferndale, 4 mei 1937) is een Amerikaans contrabassist.
Na het voltooien van de middelbare school won Carter een beurs voor het prestigieuze Eastman School of Music in Rochester, New York, waar hij in 1959 een bachelor in muziek behaalde. Twee jaar later slaagde hij met een masters in contrabas aan de Manhattan School of Music.
Gedurende deze periode fungeerde hij als freelance-muzikant voor artiesten als Eric Dolphy, Jaki Byard, Randy Weston, Wes Montgomery, en Bobby Timmons. Ook vergezelde hij Cannonball Adderley op zijn Europese tournee. In 1961 nam hij een aantal albums op met Eric Dolphy en Mal Waldron.
Hij maakte vanaf 1963 voor vijf jaar deel uit van de Miles Davis band, waar ook Herbie Hancock, Wayne Shorter en Tony Williams toebehoorden. In 1968 werd hij vervangen door Dave Holland.
Nadien werkte Carter met een diversiteit aan artiesten, als James Brown en A Tribe Called Quest, en verscheen hij op meer dan 2.200 albums.